# Damon Albarn
Damon Albarn (Whitechapel, London, 1968. március 23. –) angol dalszerző, énekes, producer. A Blur britpop zenekarral kezdte karrierjét és vált ismertté, de az ő nevéhez köthető a világ első virtuális zenekara, a Gorillaz, illetve a Sziget Fesztiválon is fellépett The Good, The Bad & The Queen produkció is. 2016-ban a zenei munkásságáért II. Erzsébet királynő a Brit Birodalom Rendje lovagjává avatta (OBE, tiszti fokozat).

## Ifjúkora
Damon Albarn 1968-ban született Londonban, később Colchester-be költözött családjával. A George Tomlinson Primary School-ba járt, és ott zongorát, gitárt tanult, valamint 12 évesen itt ismerte meg Graham Coxont, akivel később megalapította a Blurt.
Apja Keith Albarn, anyja Hazel, egy húga van, Jessica.

## Blur

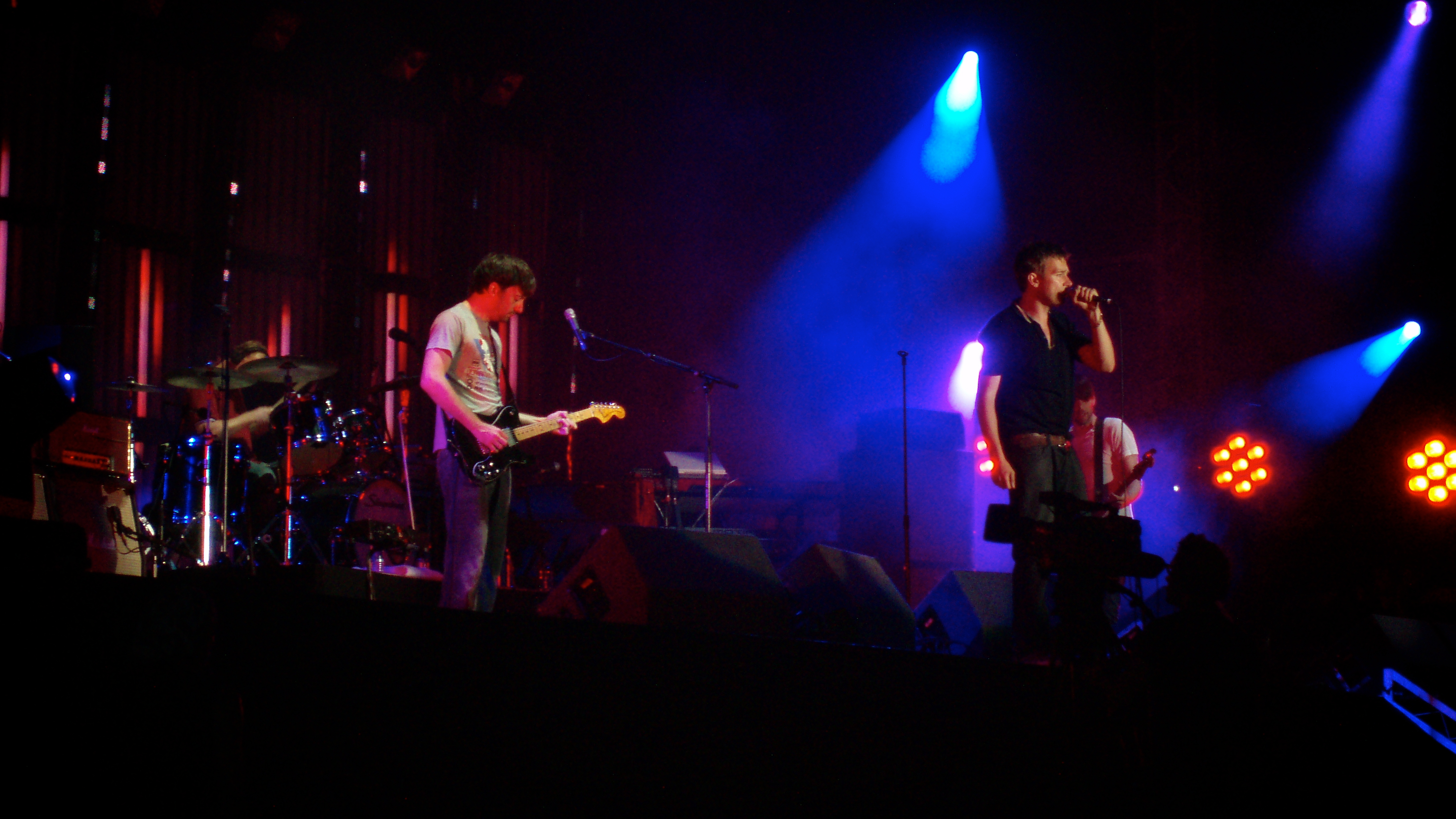
2009-ben a Blurrel

A Blurt eredetileg Seymour néven alapította meg 1989-ben Londonban Damon Albarn (ének), Graham Coxon (gitár), Alex James (basszusgitár) és Dave Rowntree (dob). Első lemezük, a Leisure 1991-ben jelent meg. Ezt követte a Modern Life is Rubbish (1993), a Parklife (1994), a The Great Escape (1995), a Blur (1997), a 13 (1999), valamint az eddigi legutolsó Think Tank (2003).
Részben a Blurnek köszönhető, hogy a kilencvenes években igen népszerűvé vált a britpop zene nem csak Nagy-Britanniában, de egész Európában. A Think Tank című album felvételei közben Graham Coxon kiszállt a zenekarból (csak a lemezzáró Battery in Your Legben hallható a gitárjátéka). Kiválása után a zenekar hivatalosan nem oszlott fel, de éveken át inaktív volt. Sokáig pletykálták, hogy Graham visszamegy a zenekarba, ám erre egészen 2009-ig kellett várni. Több sikeres fellépésük volt az eredeti felállásban, egy új dalt is kiadtak (Fool's Day), ám új albumot azóta se készítettek, sőt egyelőre nem is tervezik.

## Szólókarrierje
2002-ben Damon megjelentette Mali Music című albumát, melyet Malin rögzített, valamint Nigériában, ahol Tony Allennel vettek fel dalokat.
2003-ban Democrazy címmel adta ki addigi demo anyagait, melyeket a Think Tank turné alatt vett fel.
A Trainspotting filmzenéi közt megtalálható Closet Romantic című száma is (valamint a Sing is, az első Blur albumról). Többek közt olyan dalokban hallható még mint a Fatboy Slim Palookaville című lemezén található Put It Back Together-ben, a brit Kano Feel Free című számában, valamint a Massive Attack 2010-es lemezén a Saturday Come Slow-ban.
2007-ben az angol Q magazin beválasztotta a "Művészek, akik megváltoztatták a zenét" válogatásába.

## Színészet
Színészként is kipróbálta magát, az 1997-es Veszettek (Face) című angol krimiben szerepelt Robert Carlyle oldalán. 2007-ben az izlandi Anna and the Moods animációs filmben Anna apjának kölcsönözte hangját.

## Gorillaz
A Gorillazt 1998-ban alapította meg Damon Albarn és Jamie Hewlett, a Tank Girl képregény készítője. A zenekart négy rajzolt tag alkotja: 2D, Murdoc, Noodle és Russel. 2D-nek Albarn kölcsönzi hangját. Zenéjüket a britpop és a hiphop keveréke jellemzi.
Első lemezüket 2001-ben adták ki, és több mint hétmillió példányban kelt el, ezzel bekerültek a Guinness rekordok könyvébe is, mint a legsikeresebb virtuális zenekar. Második albumuk a 2005-ös Demon Days. A modern technika segítségével még Madonnával is felléptek a 2006-os Grammy gálán. Plastic Beach című harmadik lemezük 2010-ben jelent meg. Még ugyanebben az évben Albarn bejelentette, hogy december 24-én ingyen letölthető lesz a következő Gorillaz lemez, melynek címe The Fall.

## The Good, The Bad & The Queen

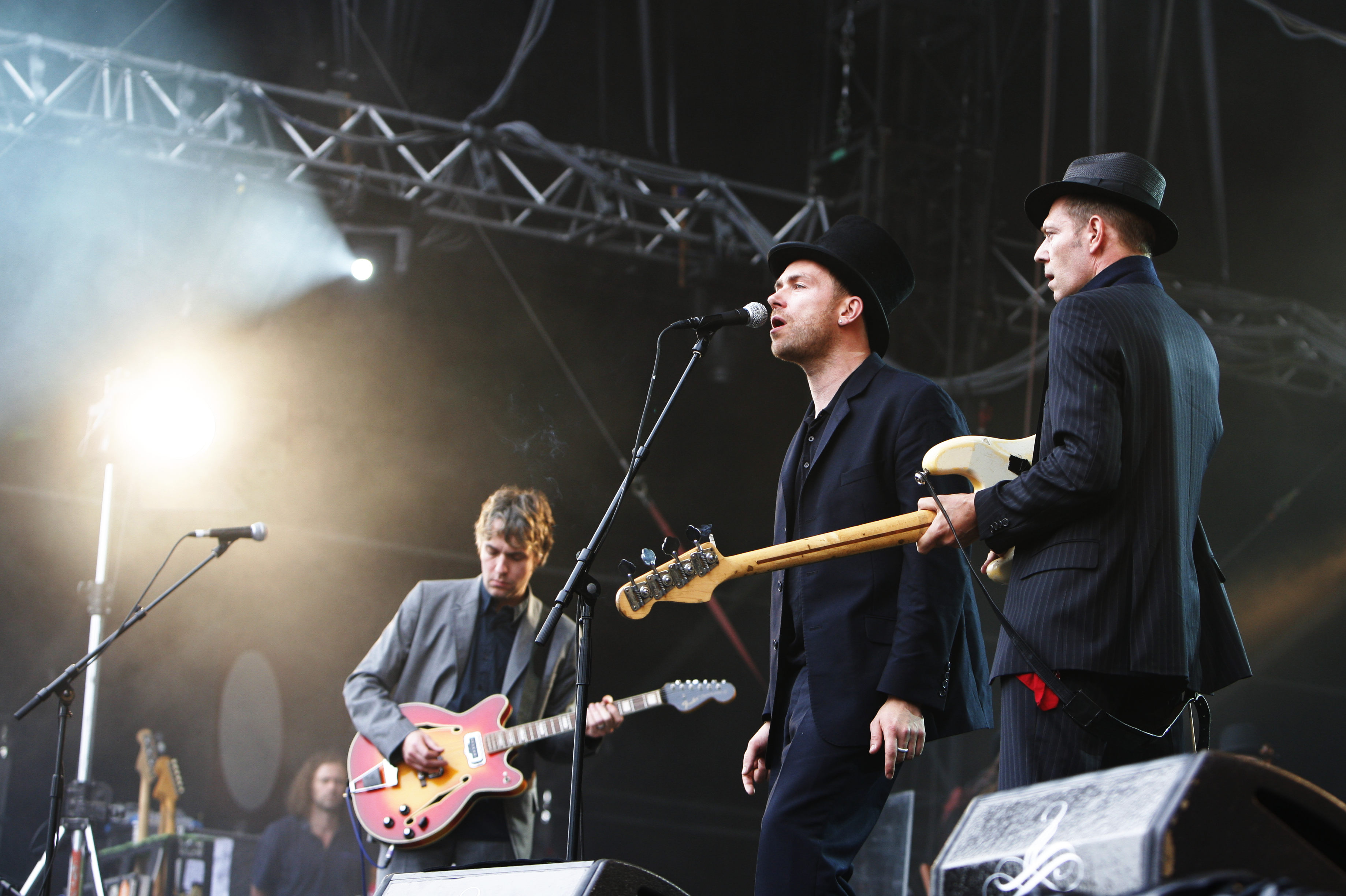
Albarn a The Good, The Bad & The Queen-nel

2006-ban Damon Albarn, Paul Simonon (The Clash), Simon Tong (The Verve) és Tony Allen összeálltak, és 2007 januárjában kiadták a The Good, the Bad and the Queen című lemezüket. A lemezt eredetileg Damon szólólemezének tervezték Danger Mouse producerrel, ám végül szupergroup lett a dologból.

## Magánélet
Sokáig az angol Elastica énekesnőjével, Justine Frischmann-nel volt együtt. Jelenleg Suzi Winstanley-vel és 1999-ben született kislányukkal, Missy Violet-tel élnek Londonban. Lánya Missy Elliott után kapta nevét. 
2005-ben többek között Damon is kritizálta a Live 8 koncertsorozatot, mivel úgy vélte, az afrikai éhezőket segítő koncerteken kevés fekete előadó lépett fel. 
A Chelsea Football Club szurkolója.

## Diszkográfia
| Év   | Album                                     | Közreműködők                                            | Helyezések és sikerek | Helyezések és sikerek | Helyezések és sikerek | Helyezések és sikerek | Helyezések és sikerek |
| Év   | Album                                     | Közreműködők                                            | U.K.                  | U.S.                  | AUS                   | GER                   | Sikerek |
| ---- | ----------------------------------------- | ------------------------------------------------------- | --------------------- | --------------------- | --------------------- | --------------------- | --- |
| 1991 | Leisure                                   | Blur                                                    | 7                     | –                     | –                     | –                     | Gold (UK) |
| 1993 | Modern Life is Rubbish                    | Blur                                                    | 15                    | –                     | –                     | –                     | Gold (UK) |
| 1994 | Parklife                                  | Blur                                                    | 1                     | 152                   | 45                    | –                     | 4x Platinum (UK) |
| 1994 | The Special Collectors Edition            | Blur                                                    | –                     | –                     | –                     | –                     | |
| 1995 | The Great Escape                          | Blur                                                    | 1                     | 150                   | 10                    | 35                    | 3x Platinum (UK) |
| 1996 | Live at the Budokan                       | Blur                                                    | –                     | –                     | –                     | –                     | |
| 1997 | Blur                                      | Blur                                                    | 1                     | 61                    | 22                    | 23                    | Platinum (UK), Gold (US) |
| 1998 | Bustin' + Dronin'                         | Blur                                                    | 50                    | –                     | –                     | –                     | |
| 1999 | 13                                        | Blur                                                    | 1                     | 80                    | 12                    | 6                     | Platinum (UK) |
| 1999 | Blur 10 Yr Box Set                        | Blur                                                    | –                     | –                     | –                     | –                     | |
| 1999 | Ravenous OST                              | Michael Nyman and Damon Albarn                          | –                     | –                     | –                     | –                     | |
| 2000 | Blur: The Best Of                         | Blur                                                    | 3                     | 186                   | 23                    | 35                    | 2x Platinum (UK) |
| 2000 | Ordinary Decent Criminal OST              | Damon Albarn (+ various artists)                        | –                     | –                     | –                     | –                     | |
| 2001 | Gorillaz                                  | Gorillaz                                                | 3                     | 14                    | 17                    | 3                     | 2x Platinum (UK), Platinum (US) Gold (AUS), Gold (GER)                                                                             |
| 2002 | G-Sides                                   | Gorillaz                                                | 65                    | 84                    | –                     | –                     | |
| 2002 | Laika Come Home                           | Spacemonkeyz vs Gorillaz                                | –                     | 156                   | –                     | –                     | |
| 2002 | 101 Reykjavik OST                         | Damon Albarn & Einar Örn Benediktsson                   | –                     | –                     | –                     | –                     | |
| 2002 | Mali Music                                | Damon Albarn, Afel Bocoum, Toumani Diabaté & Friends    | 81                    | –                     | –                     | –                     | |
| 2003 | Think Tank                                | Blur                                                    | 1                     | 56                    | 30                    | 8                     | Gold (UK) |
| 2003 | Democrazy                                 | Damon Albarn                                            | –                     | –                     | –                     | –                     | |
| 2005 | Demon Days                                | Gorillaz                                                | 1                     | 6                     | 2                     | 2                     | 5x Platinum (UK), 3x Platinum (NZ) 3x Platinum (IRE), 2x Platinum (US) 2x Platinum (AUS), Platinum (CAN) Platinum (HK), Gold (RUS) |
| 2007 | The Good, the Bad & the Queen             | Damon Albarn, Tony Allen, Paul Simonon and Simon Tong   | 2                     | 49                    | 13                    | 8                     | Gold (UK) |
| 2007 | D-Sides                                   | Gorillaz                                                | 63                    | 165                   | –                     | –                     | |
| 2008 | Journey to the West                       | Monkey                                                  | 5                     | –                     | –                     | –                     | |
| 2009 | Midlife: A Beginner's Guide to Blur       | Blur                                                    | 20                    | –                     | –                     | –                     | |
| 2009 | All the People... Blur: Live in Hyde Park | Blur                                                    | 44                    | –                     | –                     | –                     | |
| 2010 | Plastic Beach                             | Gorillaz                                                | 2                     | 2                     | 1                     | 3                     | Gold (UK), Gold (AUS), Gold (CAN)                                                                                                  |
| 2010 | The Fall                                  | Gorillaz                                                | –                     | –                     | –                     | –                     | |
| 2011 | Kinshasa One Two                          | DRC Music                                               | –                     | –                     | –                     | –                     | |
| 2012 | Rocket Juice & the Moon                   | Damon Albarn, Flea & Tony Allen                         | –                     | –                     | –                     | –                     | |
| 2012 | Dr. Dee                                   | Damon Albarn                                            | –                     | –                     | –                     | –                     | |
| 2013 | 'Maison Des Jeunes                        | Africa Express                                          | –                     | –                     | –                     | –                     | |
| 2014 | Everyday Robots                           | Damon Albarn                                            | –                     | –                     | –                     | –                     | |
| 2015 | The Magic Whip                            | Blur                                                    |                       |                       |                       |                       | |
| 2017 | Humanz                                    | Gorillaz, Popcaan, D.R.A.M., Vince Staples, Jehnny Beth |                       |                       |                       |                       | |
| 2018 | The Now Now                               | Gorillaz, Snoop Dogg, George Benson, Jamie Principle    |                       |                       |                       |                       | |

## Fordítás
- Ez a szócikk részben vagy egészben  a   Damon_Albarn című angol Wikipédia-szócikk fordításán alapul.  Az eredeti cikk szerkesztőit annak laptörténete sorolja fel. Ez a jelzés csupán a megfogalmazás eredetét és a szerzői jogokat jelzi, nem szolgál a cikkben szereplő információk forrásmegjelöléseként.